# 10 juin 1991
Le lundi 10 juin 1991 est le 161e jour de l'année 1991.

## Naissances
- Étienne Herjean, joueur de rugby français
- Alexa Scimeca Knierim, patineuse artistique américaine
- Anastassiya Slonova, fondeuse kazakhe
- Antonio Delamea Mlinar, footballeur slovène
- Charlotte Purdue, athlète britannique
- Jérémie Mumbere, joueur de football congolais
- Janete dos Santos, joueuse angolaise de handball.
- Jetze Plat, cycliste néerlandais
- Jim van der Panne, acteur néerlandais
- Juan Jesus, joueur de football brésilien
- Khalif Wyatt, joueur de basket-ball américain
- Kristina Savitskaya, athlète russe
- Krisztián Simon, footballeur hongrois
- Loup Benoît, joueur de hockey sur glace français
- Monica Sagna, judokate sénégalaise
- Nathan Hughes, joueur de rugby fidjien
- Oksana Skyshkova, fondeuse et biathlète malvoyante ukrainienne
- Pol Espargaró, pilote de moto espagnol
- Zhandos Bizhigitov, coureur cycliste kazakhe

## Décès
- Dick Mine (né le 5 octobre 1908), chanteur japonais
- Hubert Gallet de Santerre (né le 10 juin 1915), helléniste et archéologue français
- Tormod Mobraaten (né le 19 février 1910), Skieur canadien
- Vercors (né le 26 février 1902), écrivain

## Événements
- Début de l'enlèvement de Jaycee Lee Dugard
- Inauguration de la gare centrale d'Helsingborg
- Fin de  la saison 2 de Twin Peaks
- Sortie de l'album Superstition de Siouxsie and the Banshees
- Début du Classic de Birmingham 1991
- Début de la télénovela mexicaine Yo no creo en los hombres